# خرگوش منچوری
خرگوش منچوری (نام علمی: Lepus mandshuricus) گونه‌ای خرگوش است که در شمال شرقی چین و روسیه، حوضه رودخانه آمور و کوه‌های مرتفع شمال کره شمالی یافت می‌شود. در جنگل‌ها زندگی می‌کند و اتحادیه بین‌المللی حفاظت از طبیعت (IUCN) وضعیت حفاظتی آن را به عنوان " کمترین نگرانی " ارزیابی کرده است.